# Prometopus dorsivaria
Prometopus dorsivaria là một loài bướm đêm trong họ Noctuidae.